# کویوکی
کویوکی (انگلیسی: Koyuki؛ زادهٔ ۱۸ دسامبر ۱۹۷۶) هنرپیشه و مانکن ژاپنی است.
از فیلم‌هایی که وی در آن نقش داشته‌است، می‌توان به آخرین سامورایی اشاره کرد.